# Mark Tajmanow
|   | a | b | c | d | e | f | g | h |   |
| 8 | a8 – Czarna wieża · b8 – Czarny skoczek · c8 – Czarny goniec · d8 – Czarny hetman · e8 – Czarny król · h8 – Czarna wieża · a7 – Czarny pionek · b7 – Czarny pionek · c7 – Czarny pionek · e7 – Czarny pionek · f7 – Czarny pionek · g7 – Czarny goniec · h7 – Czarny pionek · f6 – Czarny skoczek · g6 – Czarny pionek · d5 – Czarny pionek · g5 – Biały goniec · c4 – Biały pionek · d4 – Biały pionek · c3 – Biały skoczek · f3 – Biały skoczek · a2 – Biały pionek · b2 – Biały pionek · e2 – Biały pionek · f2 – Biały pionek · g2 – Biały pionek · h2 – Biały pionek · a1 – Biała wieża · d1 – Biały hetman · e1 – Biały król · f1 – Biały goniec · h1 – Biała wieża | a8 – Czarna wieża · b8 – Czarny skoczek · c8 – Czarny goniec · d8 – Czarny hetman · e8 – Czarny król · h8 – Czarna wieża · a7 – Czarny pionek · b7 – Czarny pionek · c7 – Czarny pionek · e7 – Czarny pionek · f7 – Czarny pionek · g7 – Czarny goniec · h7 – Czarny pionek · f6 – Czarny skoczek · g6 – Czarny pionek · d5 – Czarny pionek · g5 – Biały goniec · c4 – Biały pionek · d4 – Biały pionek · c3 – Biały skoczek · f3 – Biały skoczek · a2 – Biały pionek · b2 – Biały pionek · e2 – Biały pionek · f2 – Biały pionek · g2 – Biały pionek · h2 – Biały pionek · a1 – Biała wieża · d1 – Biały hetman · e1 – Biały król · f1 – Biały goniec · h1 – Biała wieża | a8 – Czarna wieża · b8 – Czarny skoczek · c8 – Czarny goniec · d8 – Czarny hetman · e8 – Czarny król · h8 – Czarna wieża · a7 – Czarny pionek · b7 – Czarny pionek · c7 – Czarny pionek · e7 – Czarny pionek · f7 – Czarny pionek · g7 – Czarny goniec · h7 – Czarny pionek · f6 – Czarny skoczek · g6 – Czarny pionek · d5 – Czarny pionek · g5 – Biały goniec · c4 – Biały pionek · d4 – Biały pionek · c3 – Biały skoczek · f3 – Biały skoczek · a2 – Biały pionek · b2 – Biały pionek · e2 – Biały pionek · f2 – Biały pionek · g2 – Biały pionek · h2 – Biały pionek · a1 – Biała wieża · d1 – Biały hetman · e1 – Biały król · f1 – Biały goniec · h1 – Biała wieża | a8 – Czarna wieża · b8 – Czarny skoczek · c8 – Czarny goniec · d8 – Czarny hetman · e8 – Czarny król · h8 – Czarna wieża · a7 – Czarny pionek · b7 – Czarny pionek · c7 – Czarny pionek · e7 – Czarny pionek · f7 – Czarny pionek · g7 – Czarny goniec · h7 – Czarny pionek · f6 – Czarny skoczek · g6 – Czarny pionek · d5 – Czarny pionek · g5 – Biały goniec · c4 – Biały pionek · d4 – Biały pionek · c3 – Biały skoczek · f3 – Biały skoczek · a2 – Biały pionek · b2 – Biały pionek · e2 – Biały pionek · f2 – Biały pionek · g2 – Biały pionek · h2 – Biały pionek · a1 – Biała wieża · d1 – Biały hetman · e1 – Biały król · f1 – Biały goniec · h1 – Biała wieża | a8 – Czarna wieża · b8 – Czarny skoczek · c8 – Czarny goniec · d8 – Czarny hetman · e8 – Czarny król · h8 – Czarna wieża · a7 – Czarny pionek · b7 – Czarny pionek · c7 – Czarny pionek · e7 – Czarny pionek · f7 – Czarny pionek · g7 – Czarny goniec · h7 – Czarny pionek · f6 – Czarny skoczek · g6 – Czarny pionek · d5 – Czarny pionek · g5 – Biały goniec · c4 – Biały pionek · d4 – Biały pionek · c3 – Biały skoczek · f3 – Biały skoczek · a2 – Biały pionek · b2 – Biały pionek · e2 – Biały pionek · f2 – Biały pionek · g2 – Biały pionek · h2 – Biały pionek · a1 – Biała wieża · d1 – Biały hetman · e1 – Biały król · f1 – Biały goniec · h1 – Biała wieża | a8 – Czarna wieża · b8 – Czarny skoczek · c8 – Czarny goniec · d8 – Czarny hetman · e8 – Czarny król · h8 – Czarna wieża · a7 – Czarny pionek · b7 – Czarny pionek · c7 – Czarny pionek · e7 – Czarny pionek · f7 – Czarny pionek · g7 – Czarny goniec · h7 – Czarny pionek · f6 – Czarny skoczek · g6 – Czarny pionek · d5 – Czarny pionek · g5 – Biały goniec · c4 – Biały pionek · d4 – Biały pionek · c3 – Biały skoczek · f3 – Biały skoczek · a2 – Biały pionek · b2 – Biały pionek · e2 – Biały pionek · f2 – Biały pionek · g2 – Biały pionek · h2 – Biały pionek · a1 – Biała wieża · d1 – Biały hetman · e1 – Biały król · f1 – Biały goniec · h1 – Biała wieża | a8 – Czarna wieża · b8 – Czarny skoczek · c8 – Czarny goniec · d8 – Czarny hetman · e8 – Czarny król · h8 – Czarna wieża · a7 – Czarny pionek · b7 – Czarny pionek · c7 – Czarny pionek · e7 – Czarny pionek · f7 – Czarny pionek · g7 – Czarny goniec · h7 – Czarny pionek · f6 – Czarny skoczek · g6 – Czarny pionek · d5 – Czarny pionek · g5 – Biały goniec · c4 – Biały pionek · d4 – Biały pionek · c3 – Biały skoczek · f3 – Biały skoczek · a2 – Biały pionek · b2 – Biały pionek · e2 – Biały pionek · f2 – Biały pionek · g2 – Biały pionek · h2 – Biały pionek · a1 – Biała wieża · d1 – Biały hetman · e1 – Biały król · f1 – Biały goniec · h1 – Biała wieża | a8 – Czarna wieża · b8 – Czarny skoczek · c8 – Czarny goniec · d8 – Czarny hetman · e8 – Czarny król · h8 – Czarna wieża · a7 – Czarny pionek · b7 – Czarny pionek · c7 – Czarny pionek · e7 – Czarny pionek · f7 – Czarny pionek · g7 – Czarny goniec · h7 – Czarny pionek · f6 – Czarny skoczek · g6 – Czarny pionek · d5 – Czarny pionek · g5 – Biały goniec · c4 – Biały pionek · d4 – Biały pionek · c3 – Biały skoczek · f3 – Biały skoczek · a2 – Biały pionek · b2 – Biały pionek · e2 – Biały pionek · f2 – Biały pionek · g2 – Biały pionek · h2 – Biały pionek · a1 – Biała wieża · d1 – Biały hetman · e1 – Biały król · f1 – Biały goniec · h1 – Biała wieża | 8 |
| 7 | a8 – Czarna wieża · b8 – Czarny skoczek · c8 – Czarny goniec · d8 – Czarny hetman · e8 – Czarny król · h8 – Czarna wieża · a7 – Czarny pionek · b7 – Czarny pionek · c7 – Czarny pionek · e7 – Czarny pionek · f7 – Czarny pionek · g7 – Czarny goniec · h7 – Czarny pionek · f6 – Czarny skoczek · g6 – Czarny pionek · d5 – Czarny pionek · g5 – Biały goniec · c4 – Biały pionek · d4 – Biały pionek · c3 – Biały skoczek · f3 – Biały skoczek · a2 – Biały pionek · b2 – Biały pionek · e2 – Biały pionek · f2 – Biały pionek · g2 – Biały pionek · h2 – Biały pionek · a1 – Biała wieża · d1 – Biały hetman · e1 – Biały król · f1 – Biały goniec · h1 – Biała wieża | a8 – Czarna wieża · b8 – Czarny skoczek · c8 – Czarny goniec · d8 – Czarny hetman · e8 – Czarny król · h8 – Czarna wieża · a7 – Czarny pionek · b7 – Czarny pionek · c7 – Czarny pionek · e7 – Czarny pionek · f7 – Czarny pionek · g7 – Czarny goniec · h7 – Czarny pionek · f6 – Czarny skoczek · g6 – Czarny pionek · d5 – Czarny pionek · g5 – Biały goniec · c4 – Biały pionek · d4 – Biały pionek · c3 – Biały skoczek · f3 – Biały skoczek · a2 – Biały pionek · b2 – Biały pionek · e2 – Biały pionek · f2 – Biały pionek · g2 – Biały pionek · h2 – Biały pionek · a1 – Biała wieża · d1 – Biały hetman · e1 – Biały król · f1 – Biały goniec · h1 – Biała wieża | a8 – Czarna wieża · b8 – Czarny skoczek · c8 – Czarny goniec · d8 – Czarny hetman · e8 – Czarny król · h8 – Czarna wieża · a7 – Czarny pionek · b7 – Czarny pionek · c7 – Czarny pionek · e7 – Czarny pionek · f7 – Czarny pionek · g7 – Czarny goniec · h7 – Czarny pionek · f6 – Czarny skoczek · g6 – Czarny pionek · d5 – Czarny pionek · g5 – Biały goniec · c4 – Biały pionek · d4 – Biały pionek · c3 – Biały skoczek · f3 – Biały skoczek · a2 – Biały pionek · b2 – Biały pionek · e2 – Biały pionek · f2 – Biały pionek · g2 – Biały pionek · h2 – Biały pionek · a1 – Biała wieża · d1 – Biały hetman · e1 – Biały król · f1 – Biały goniec · h1 – Biała wieża | a8 – Czarna wieża · b8 – Czarny skoczek · c8 – Czarny goniec · d8 – Czarny hetman · e8 – Czarny król · h8 – Czarna wieża · a7 – Czarny pionek · b7 – Czarny pionek · c7 – Czarny pionek · e7 – Czarny pionek · f7 – Czarny pionek · g7 – Czarny goniec · h7 – Czarny pionek · f6 – Czarny skoczek · g6 – Czarny pionek · d5 – Czarny pionek · g5 – Biały goniec · c4 – Biały pionek · d4 – Biały pionek · c3 – Biały skoczek · f3 – Biały skoczek · a2 – Biały pionek · b2 – Biały pionek · e2 – Biały pionek · f2 – Biały pionek · g2 – Biały pionek · h2 – Biały pionek · a1 – Biała wieża · d1 – Biały hetman · e1 – Biały król · f1 – Biały goniec · h1 – Biała wieża | a8 – Czarna wieża · b8 – Czarny skoczek · c8 – Czarny goniec · d8 – Czarny hetman · e8 – Czarny król · h8 – Czarna wieża · a7 – Czarny pionek · b7 – Czarny pionek · c7 – Czarny pionek · e7 – Czarny pionek · f7 – Czarny pionek · g7 – Czarny goniec · h7 – Czarny pionek · f6 – Czarny skoczek · g6 – Czarny pionek · d5 – Czarny pionek · g5 – Biały goniec · c4 – Biały pionek · d4 – Biały pionek · c3 – Biały skoczek · f3 – Biały skoczek · a2 – Biały pionek · b2 – Biały pionek · e2 – Biały pionek · f2 – Biały pionek · g2 – Biały pionek · h2 – Biały pionek · a1 – Biała wieża · d1 – Biały hetman · e1 – Biały król · f1 – Biały goniec · h1 – Biała wieża | a8 – Czarna wieża · b8 – Czarny skoczek · c8 – Czarny goniec · d8 – Czarny hetman · e8 – Czarny król · h8 – Czarna wieża · a7 – Czarny pionek · b7 – Czarny pionek · c7 – Czarny pionek · e7 – Czarny pionek · f7 – Czarny pionek · g7 – Czarny goniec · h7 – Czarny pionek · f6 – Czarny skoczek · g6 – Czarny pionek · d5 – Czarny pionek · g5 – Biały goniec · c4 – Biały pionek · d4 – Biały pionek · c3 – Biały skoczek · f3 – Biały skoczek · a2 – Biały pionek · b2 – Biały pionek · e2 – Biały pionek · f2 – Biały pionek · g2 – Biały pionek · h2 – Biały pionek · a1 – Biała wieża · d1 – Biały hetman · e1 – Biały król · f1 – Biały goniec · h1 – Biała wieża | a8 – Czarna wieża · b8 – Czarny skoczek · c8 – Czarny goniec · d8 – Czarny hetman · e8 – Czarny król · h8 – Czarna wieża · a7 – Czarny pionek · b7 – Czarny pionek · c7 – Czarny pionek · e7 – Czarny pionek · f7 – Czarny pionek · g7 – Czarny goniec · h7 – Czarny pionek · f6 – Czarny skoczek · g6 – Czarny pionek · d5 – Czarny pionek · g5 – Biały goniec · c4 – Biały pionek · d4 – Biały pionek · c3 – Biały skoczek · f3 – Biały skoczek · a2 – Biały pionek · b2 – Biały pionek · e2 – Biały pionek · f2 – Biały pionek · g2 – Biały pionek · h2 – Biały pionek · a1 – Biała wieża · d1 – Biały hetman · e1 – Biały król · f1 – Biały goniec · h1 – Biała wieża | a8 – Czarna wieża · b8 – Czarny skoczek · c8 – Czarny goniec · d8 – Czarny hetman · e8 – Czarny król · h8 – Czarna wieża · a7 – Czarny pionek · b7 – Czarny pionek · c7 – Czarny pionek · e7 – Czarny pionek · f7 – Czarny pionek · g7 – Czarny goniec · h7 – Czarny pionek · f6 – Czarny skoczek · g6 – Czarny pionek · d5 – Czarny pionek · g5 – Biały goniec · c4 – Biały pionek · d4 – Biały pionek · c3 – Biały skoczek · f3 – Biały skoczek · a2 – Biały pionek · b2 – Biały pionek · e2 – Biały pionek · f2 – Biały pionek · g2 – Biały pionek · h2 – Biały pionek · a1 – Biała wieża · d1 – Biały hetman · e1 – Biały król · f1 – Biały goniec · h1 – Biała wieża | 7 |
| 6 | a8 – Czarna wieża · b8 – Czarny skoczek · c8 – Czarny goniec · d8 – Czarny hetman · e8 – Czarny król · h8 – Czarna wieża · a7 – Czarny pionek · b7 – Czarny pionek · c7 – Czarny pionek · e7 – Czarny pionek · f7 – Czarny pionek · g7 – Czarny goniec · h7 – Czarny pionek · f6 – Czarny skoczek · g6 – Czarny pionek · d5 – Czarny pionek · g5 – Biały goniec · c4 – Biały pionek · d4 – Biały pionek · c3 – Biały skoczek · f3 – Biały skoczek · a2 – Biały pionek · b2 – Biały pionek · e2 – Biały pionek · f2 – Biały pionek · g2 – Biały pionek · h2 – Biały pionek · a1 – Biała wieża · d1 – Biały hetman · e1 – Biały król · f1 – Biały goniec · h1 – Biała wieża | a8 – Czarna wieża · b8 – Czarny skoczek · c8 – Czarny goniec · d8 – Czarny hetman · e8 – Czarny król · h8 – Czarna wieża · a7 – Czarny pionek · b7 – Czarny pionek · c7 – Czarny pionek · e7 – Czarny pionek · f7 – Czarny pionek · g7 – Czarny goniec · h7 – Czarny pionek · f6 – Czarny skoczek · g6 – Czarny pionek · d5 – Czarny pionek · g5 – Biały goniec · c4 – Biały pionek · d4 – Biały pionek · c3 – Biały skoczek · f3 – Biały skoczek · a2 – Biały pionek · b2 – Biały pionek · e2 – Biały pionek · f2 – Biały pionek · g2 – Biały pionek · h2 – Biały pionek · a1 – Biała wieża · d1 – Biały hetman · e1 – Biały król · f1 – Biały goniec · h1 – Biała wieża | a8 – Czarna wieża · b8 – Czarny skoczek · c8 – Czarny goniec · d8 – Czarny hetman · e8 – Czarny król · h8 – Czarna wieża · a7 – Czarny pionek · b7 – Czarny pionek · c7 – Czarny pionek · e7 – Czarny pionek · f7 – Czarny pionek · g7 – Czarny goniec · h7 – Czarny pionek · f6 – Czarny skoczek · g6 – Czarny pionek · d5 – Czarny pionek · g5 – Biały goniec · c4 – Biały pionek · d4 – Biały pionek · c3 – Biały skoczek · f3 – Biały skoczek · a2 – Biały pionek · b2 – Biały pionek · e2 – Biały pionek · f2 – Biały pionek · g2 – Biały pionek · h2 – Biały pionek · a1 – Biała wieża · d1 – Biały hetman · e1 – Biały król · f1 – Biały goniec · h1 – Biała wieża | a8 – Czarna wieża · b8 – Czarny skoczek · c8 – Czarny goniec · d8 – Czarny hetman · e8 – Czarny król · h8 – Czarna wieża · a7 – Czarny pionek · b7 – Czarny pionek · c7 – Czarny pionek · e7 – Czarny pionek · f7 – Czarny pionek · g7 – Czarny goniec · h7 – Czarny pionek · f6 – Czarny skoczek · g6 – Czarny pionek · d5 – Czarny pionek · g5 – Biały goniec · c4 – Biały pionek · d4 – Biały pionek · c3 – Biały skoczek · f3 – Biały skoczek · a2 – Biały pionek · b2 – Biały pionek · e2 – Biały pionek · f2 – Biały pionek · g2 – Biały pionek · h2 – Biały pionek · a1 – Biała wieża · d1 – Biały hetman · e1 – Biały król · f1 – Biały goniec · h1 – Biała wieża | a8 – Czarna wieża · b8 – Czarny skoczek · c8 – Czarny goniec · d8 – Czarny hetman · e8 – Czarny król · h8 – Czarna wieża · a7 – Czarny pionek · b7 – Czarny pionek · c7 – Czarny pionek · e7 – Czarny pionek · f7 – Czarny pionek · g7 – Czarny goniec · h7 – Czarny pionek · f6 – Czarny skoczek · g6 – Czarny pionek · d5 – Czarny pionek · g5 – Biały goniec · c4 – Biały pionek · d4 – Biały pionek · c3 – Biały skoczek · f3 – Biały skoczek · a2 – Biały pionek · b2 – Biały pionek · e2 – Biały pionek · f2 – Biały pionek · g2 – Biały pionek · h2 – Biały pionek · a1 – Biała wieża · d1 – Biały hetman · e1 – Biały król · f1 – Biały goniec · h1 – Biała wieża | a8 – Czarna wieża · b8 – Czarny skoczek · c8 – Czarny goniec · d8 – Czarny hetman · e8 – Czarny król · h8 – Czarna wieża · a7 – Czarny pionek · b7 – Czarny pionek · c7 – Czarny pionek · e7 – Czarny pionek · f7 – Czarny pionek · g7 – Czarny goniec · h7 – Czarny pionek · f6 – Czarny skoczek · g6 – Czarny pionek · d5 – Czarny pionek · g5 – Biały goniec · c4 – Biały pionek · d4 – Biały pionek · c3 – Biały skoczek · f3 – Biały skoczek · a2 – Biały pionek · b2 – Biały pionek · e2 – Biały pionek · f2 – Biały pionek · g2 – Biały pionek · h2 – Biały pionek · a1 – Biała wieża · d1 – Biały hetman · e1 – Biały król · f1 – Biały goniec · h1 – Biała wieża | a8 – Czarna wieża · b8 – Czarny skoczek · c8 – Czarny goniec · d8 – Czarny hetman · e8 – Czarny król · h8 – Czarna wieża · a7 – Czarny pionek · b7 – Czarny pionek · c7 – Czarny pionek · e7 – Czarny pionek · f7 – Czarny pionek · g7 – Czarny goniec · h7 – Czarny pionek · f6 – Czarny skoczek · g6 – Czarny pionek · d5 – Czarny pionek · g5 – Biały goniec · c4 – Biały pionek · d4 – Biały pionek · c3 – Biały skoczek · f3 – Biały skoczek · a2 – Biały pionek · b2 – Biały pionek · e2 – Biały pionek · f2 – Biały pionek · g2 – Biały pionek · h2 – Biały pionek · a1 – Biała wieża · d1 – Biały hetman · e1 – Biały król · f1 – Biały goniec · h1 – Biała wieża | a8 – Czarna wieża · b8 – Czarny skoczek · c8 – Czarny goniec · d8 – Czarny hetman · e8 – Czarny król · h8 – Czarna wieża · a7 – Czarny pionek · b7 – Czarny pionek · c7 – Czarny pionek · e7 – Czarny pionek · f7 – Czarny pionek · g7 – Czarny goniec · h7 – Czarny pionek · f6 – Czarny skoczek · g6 – Czarny pionek · d5 – Czarny pionek · g5 – Biały goniec · c4 – Biały pionek · d4 – Biały pionek · c3 – Biały skoczek · f3 – Biały skoczek · a2 – Biały pionek · b2 – Biały pionek · e2 – Biały pionek · f2 – Biały pionek · g2 – Biały pionek · h2 – Biały pionek · a1 – Biała wieża · d1 – Biały hetman · e1 – Biały król · f1 – Biały goniec · h1 – Biała wieża | 6 |
| 5 | a8 – Czarna wieża · b8 – Czarny skoczek · c8 – Czarny goniec · d8 – Czarny hetman · e8 – Czarny król · h8 – Czarna wieża · a7 – Czarny pionek · b7 – Czarny pionek · c7 – Czarny pionek · e7 – Czarny pionek · f7 – Czarny pionek · g7 – Czarny goniec · h7 – Czarny pionek · f6 – Czarny skoczek · g6 – Czarny pionek · d5 – Czarny pionek · g5 – Biały goniec · c4 – Biały pionek · d4 – Biały pionek · c3 – Biały skoczek · f3 – Biały skoczek · a2 – Biały pionek · b2 – Biały pionek · e2 – Biały pionek · f2 – Biały pionek · g2 – Biały pionek · h2 – Biały pionek · a1 – Biała wieża · d1 – Biały hetman · e1 – Biały król · f1 – Biały goniec · h1 – Biała wieża | a8 – Czarna wieża · b8 – Czarny skoczek · c8 – Czarny goniec · d8 – Czarny hetman · e8 – Czarny król · h8 – Czarna wieża · a7 – Czarny pionek · b7 – Czarny pionek · c7 – Czarny pionek · e7 – Czarny pionek · f7 – Czarny pionek · g7 – Czarny goniec · h7 – Czarny pionek · f6 – Czarny skoczek · g6 – Czarny pionek · d5 – Czarny pionek · g5 – Biały goniec · c4 – Biały pionek · d4 – Biały pionek · c3 – Biały skoczek · f3 – Biały skoczek · a2 – Biały pionek · b2 – Biały pionek · e2 – Biały pionek · f2 – Biały pionek · g2 – Biały pionek · h2 – Biały pionek · a1 – Biała wieża · d1 – Biały hetman · e1 – Biały król · f1 – Biały goniec · h1 – Biała wieża | a8 – Czarna wieża · b8 – Czarny skoczek · c8 – Czarny goniec · d8 – Czarny hetman · e8 – Czarny król · h8 – Czarna wieża · a7 – Czarny pionek · b7 – Czarny pionek · c7 – Czarny pionek · e7 – Czarny pionek · f7 – Czarny pionek · g7 – Czarny goniec · h7 – Czarny pionek · f6 – Czarny skoczek · g6 – Czarny pionek · d5 – Czarny pionek · g5 – Biały goniec · c4 – Biały pionek · d4 – Biały pionek · c3 – Biały skoczek · f3 – Biały skoczek · a2 – Biały pionek · b2 – Biały pionek · e2 – Biały pionek · f2 – Biały pionek · g2 – Biały pionek · h2 – Biały pionek · a1 – Biała wieża · d1 – Biały hetman · e1 – Biały król · f1 – Biały goniec · h1 – Biała wieża | a8 – Czarna wieża · b8 – Czarny skoczek · c8 – Czarny goniec · d8 – Czarny hetman · e8 – Czarny król · h8 – Czarna wieża · a7 – Czarny pionek · b7 – Czarny pionek · c7 – Czarny pionek · e7 – Czarny pionek · f7 – Czarny pionek · g7 – Czarny goniec · h7 – Czarny pionek · f6 – Czarny skoczek · g6 – Czarny pionek · d5 – Czarny pionek · g5 – Biały goniec · c4 – Biały pionek · d4 – Biały pionek · c3 – Biały skoczek · f3 – Biały skoczek · a2 – Biały pionek · b2 – Biały pionek · e2 – Biały pionek · f2 – Biały pionek · g2 – Biały pionek · h2 – Biały pionek · a1 – Biała wieża · d1 – Biały hetman · e1 – Biały król · f1 – Biały goniec · h1 – Biała wieża | a8 – Czarna wieża · b8 – Czarny skoczek · c8 – Czarny goniec · d8 – Czarny hetman · e8 – Czarny król · h8 – Czarna wieża · a7 – Czarny pionek · b7 – Czarny pionek · c7 – Czarny pionek · e7 – Czarny pionek · f7 – Czarny pionek · g7 – Czarny goniec · h7 – Czarny pionek · f6 – Czarny skoczek · g6 – Czarny pionek · d5 – Czarny pionek · g5 – Biały goniec · c4 – Biały pionek · d4 – Biały pionek · c3 – Biały skoczek · f3 – Biały skoczek · a2 – Biały pionek · b2 – Biały pionek · e2 – Biały pionek · f2 – Biały pionek · g2 – Biały pionek · h2 – Biały pionek · a1 – Biała wieża · d1 – Biały hetman · e1 – Biały król · f1 – Biały goniec · h1 – Biała wieża | a8 – Czarna wieża · b8 – Czarny skoczek · c8 – Czarny goniec · d8 – Czarny hetman · e8 – Czarny król · h8 – Czarna wieża · a7 – Czarny pionek · b7 – Czarny pionek · c7 – Czarny pionek · e7 – Czarny pionek · f7 – Czarny pionek · g7 – Czarny goniec · h7 – Czarny pionek · f6 – Czarny skoczek · g6 – Czarny pionek · d5 – Czarny pionek · g5 – Biały goniec · c4 – Biały pionek · d4 – Biały pionek · c3 – Biały skoczek · f3 – Biały skoczek · a2 – Biały pionek · b2 – Biały pionek · e2 – Biały pionek · f2 – Biały pionek · g2 – Biały pionek · h2 – Biały pionek · a1 – Biała wieża · d1 – Biały hetman · e1 – Biały król · f1 – Biały goniec · h1 – Biała wieża | a8 – Czarna wieża · b8 – Czarny skoczek · c8 – Czarny goniec · d8 – Czarny hetman · e8 – Czarny król · h8 – Czarna wieża · a7 – Czarny pionek · b7 – Czarny pionek · c7 – Czarny pionek · e7 – Czarny pionek · f7 – Czarny pionek · g7 – Czarny goniec · h7 – Czarny pionek · f6 – Czarny skoczek · g6 – Czarny pionek · d5 – Czarny pionek · g5 – Biały goniec · c4 – Biały pionek · d4 – Biały pionek · c3 – Biały skoczek · f3 – Biały skoczek · a2 – Biały pionek · b2 – Biały pionek · e2 – Biały pionek · f2 – Biały pionek · g2 – Biały pionek · h2 – Biały pionek · a1 – Biała wieża · d1 – Biały hetman · e1 – Biały król · f1 – Biały goniec · h1 – Biała wieża | a8 – Czarna wieża · b8 – Czarny skoczek · c8 – Czarny goniec · d8 – Czarny hetman · e8 – Czarny król · h8 – Czarna wieża · a7 – Czarny pionek · b7 – Czarny pionek · c7 – Czarny pionek · e7 – Czarny pionek · f7 – Czarny pionek · g7 – Czarny goniec · h7 – Czarny pionek · f6 – Czarny skoczek · g6 – Czarny pionek · d5 – Czarny pionek · g5 – Biały goniec · c4 – Biały pionek · d4 – Biały pionek · c3 – Biały skoczek · f3 – Biały skoczek · a2 – Biały pionek · b2 – Biały pionek · e2 – Biały pionek · f2 – Biały pionek · g2 – Biały pionek · h2 – Biały pionek · a1 – Biała wieża · d1 – Biały hetman · e1 – Biały król · f1 – Biały goniec · h1 – Biała wieża | 5 |
| 4 | a8 – Czarna wieża · b8 – Czarny skoczek · c8 – Czarny goniec · d8 – Czarny hetman · e8 – Czarny król · h8 – Czarna wieża · a7 – Czarny pionek · b7 – Czarny pionek · c7 – Czarny pionek · e7 – Czarny pionek · f7 – Czarny pionek · g7 – Czarny goniec · h7 – Czarny pionek · f6 – Czarny skoczek · g6 – Czarny pionek · d5 – Czarny pionek · g5 – Biały goniec · c4 – Biały pionek · d4 – Biały pionek · c3 – Biały skoczek · f3 – Biały skoczek · a2 – Biały pionek · b2 – Biały pionek · e2 – Biały pionek · f2 – Biały pionek · g2 – Biały pionek · h2 – Biały pionek · a1 – Biała wieża · d1 – Biały hetman · e1 – Biały król · f1 – Biały goniec · h1 – Biała wieża | a8 – Czarna wieża · b8 – Czarny skoczek · c8 – Czarny goniec · d8 – Czarny hetman · e8 – Czarny król · h8 – Czarna wieża · a7 – Czarny pionek · b7 – Czarny pionek · c7 – Czarny pionek · e7 – Czarny pionek · f7 – Czarny pionek · g7 – Czarny goniec · h7 – Czarny pionek · f6 – Czarny skoczek · g6 – Czarny pionek · d5 – Czarny pionek · g5 – Biały goniec · c4 – Biały pionek · d4 – Biały pionek · c3 – Biały skoczek · f3 – Biały skoczek · a2 – Biały pionek · b2 – Biały pionek · e2 – Biały pionek · f2 – Biały pionek · g2 – Biały pionek · h2 – Biały pionek · a1 – Biała wieża · d1 – Biały hetman · e1 – Biały król · f1 – Biały goniec · h1 – Biała wieża | a8 – Czarna wieża · b8 – Czarny skoczek · c8 – Czarny goniec · d8 – Czarny hetman · e8 – Czarny król · h8 – Czarna wieża · a7 – Czarny pionek · b7 – Czarny pionek · c7 – Czarny pionek · e7 – Czarny pionek · f7 – Czarny pionek · g7 – Czarny goniec · h7 – Czarny pionek · f6 – Czarny skoczek · g6 – Czarny pionek · d5 – Czarny pionek · g5 – Biały goniec · c4 – Biały pionek · d4 – Biały pionek · c3 – Biały skoczek · f3 – Biały skoczek · a2 – Biały pionek · b2 – Biały pionek · e2 – Biały pionek · f2 – Biały pionek · g2 – Biały pionek · h2 – Biały pionek · a1 – Biała wieża · d1 – Biały hetman · e1 – Biały król · f1 – Biały goniec · h1 – Biała wieża | a8 – Czarna wieża · b8 – Czarny skoczek · c8 – Czarny goniec · d8 – Czarny hetman · e8 – Czarny król · h8 – Czarna wieża · a7 – Czarny pionek · b7 – Czarny pionek · c7 – Czarny pionek · e7 – Czarny pionek · f7 – Czarny pionek · g7 – Czarny goniec · h7 – Czarny pionek · f6 – Czarny skoczek · g6 – Czarny pionek · d5 – Czarny pionek · g5 – Biały goniec · c4 – Biały pionek · d4 – Biały pionek · c3 – Biały skoczek · f3 – Biały skoczek · a2 – Biały pionek · b2 – Biały pionek · e2 – Biały pionek · f2 – Biały pionek · g2 – Biały pionek · h2 – Biały pionek · a1 – Biała wieża · d1 – Biały hetman · e1 – Biały król · f1 – Biały goniec · h1 – Biała wieża | a8 – Czarna wieża · b8 – Czarny skoczek · c8 – Czarny goniec · d8 – Czarny hetman · e8 – Czarny król · h8 – Czarna wieża · a7 – Czarny pionek · b7 – Czarny pionek · c7 – Czarny pionek · e7 – Czarny pionek · f7 – Czarny pionek · g7 – Czarny goniec · h7 – Czarny pionek · f6 – Czarny skoczek · g6 – Czarny pionek · d5 – Czarny pionek · g5 – Biały goniec · c4 – Biały pionek · d4 – Biały pionek · c3 – Biały skoczek · f3 – Biały skoczek · a2 – Biały pionek · b2 – Biały pionek · e2 – Biały pionek · f2 – Biały pionek · g2 – Biały pionek · h2 – Biały pionek · a1 – Biała wieża · d1 – Biały hetman · e1 – Biały król · f1 – Biały goniec · h1 – Biała wieża | a8 – Czarna wieża · b8 – Czarny skoczek · c8 – Czarny goniec · d8 – Czarny hetman · e8 – Czarny król · h8 – Czarna wieża · a7 – Czarny pionek · b7 – Czarny pionek · c7 – Czarny pionek · e7 – Czarny pionek · f7 – Czarny pionek · g7 – Czarny goniec · h7 – Czarny pionek · f6 – Czarny skoczek · g6 – Czarny pionek · d5 – Czarny pionek · g5 – Biały goniec · c4 – Biały pionek · d4 – Biały pionek · c3 – Biały skoczek · f3 – Biały skoczek · a2 – Biały pionek · b2 – Biały pionek · e2 – Biały pionek · f2 – Biały pionek · g2 – Biały pionek · h2 – Biały pionek · a1 – Biała wieża · d1 – Biały hetman · e1 – Biały król · f1 – Biały goniec · h1 – Biała wieża | a8 – Czarna wieża · b8 – Czarny skoczek · c8 – Czarny goniec · d8 – Czarny hetman · e8 – Czarny król · h8 – Czarna wieża · a7 – Czarny pionek · b7 – Czarny pionek · c7 – Czarny pionek · e7 – Czarny pionek · f7 – Czarny pionek · g7 – Czarny goniec · h7 – Czarny pionek · f6 – Czarny skoczek · g6 – Czarny pionek · d5 – Czarny pionek · g5 – Biały goniec · c4 – Biały pionek · d4 – Biały pionek · c3 – Biały skoczek · f3 – Biały skoczek · a2 – Biały pionek · b2 – Biały pionek · e2 – Biały pionek · f2 – Biały pionek · g2 – Biały pionek · h2 – Biały pionek · a1 – Biała wieża · d1 – Biały hetman · e1 – Biały król · f1 – Biały goniec · h1 – Biała wieża | a8 – Czarna wieża · b8 – Czarny skoczek · c8 – Czarny goniec · d8 – Czarny hetman · e8 – Czarny król · h8 – Czarna wieża · a7 – Czarny pionek · b7 – Czarny pionek · c7 – Czarny pionek · e7 – Czarny pionek · f7 – Czarny pionek · g7 – Czarny goniec · h7 – Czarny pionek · f6 – Czarny skoczek · g6 – Czarny pionek · d5 – Czarny pionek · g5 – Biały goniec · c4 – Biały pionek · d4 – Biały pionek · c3 – Biały skoczek · f3 – Biały skoczek · a2 – Biały pionek · b2 – Biały pionek · e2 – Biały pionek · f2 – Biały pionek · g2 – Biały pionek · h2 – Biały pionek · a1 – Biała wieża · d1 – Biały hetman · e1 – Biały król · f1 – Biały goniec · h1 – Biała wieża | 4 |
| 3 | a8 – Czarna wieża · b8 – Czarny skoczek · c8 – Czarny goniec · d8 – Czarny hetman · e8 – Czarny król · h8 – Czarna wieża · a7 – Czarny pionek · b7 – Czarny pionek · c7 – Czarny pionek · e7 – Czarny pionek · f7 – Czarny pionek · g7 – Czarny goniec · h7 – Czarny pionek · f6 – Czarny skoczek · g6 – Czarny pionek · d5 – Czarny pionek · g5 – Biały goniec · c4 – Biały pionek · d4 – Biały pionek · c3 – Biały skoczek · f3 – Biały skoczek · a2 – Biały pionek · b2 – Biały pionek · e2 – Biały pionek · f2 – Biały pionek · g2 – Biały pionek · h2 – Biały pionek · a1 – Biała wieża · d1 – Biały hetman · e1 – Biały król · f1 – Biały goniec · h1 – Biała wieża | a8 – Czarna wieża · b8 – Czarny skoczek · c8 – Czarny goniec · d8 – Czarny hetman · e8 – Czarny król · h8 – Czarna wieża · a7 – Czarny pionek · b7 – Czarny pionek · c7 – Czarny pionek · e7 – Czarny pionek · f7 – Czarny pionek · g7 – Czarny goniec · h7 – Czarny pionek · f6 – Czarny skoczek · g6 – Czarny pionek · d5 – Czarny pionek · g5 – Biały goniec · c4 – Biały pionek · d4 – Biały pionek · c3 – Biały skoczek · f3 – Biały skoczek · a2 – Biały pionek · b2 – Biały pionek · e2 – Biały pionek · f2 – Biały pionek · g2 – Biały pionek · h2 – Biały pionek · a1 – Biała wieża · d1 – Biały hetman · e1 – Biały król · f1 – Biały goniec · h1 – Biała wieża | a8 – Czarna wieża · b8 – Czarny skoczek · c8 – Czarny goniec · d8 – Czarny hetman · e8 – Czarny król · h8 – Czarna wieża · a7 – Czarny pionek · b7 – Czarny pionek · c7 – Czarny pionek · e7 – Czarny pionek · f7 – Czarny pionek · g7 – Czarny goniec · h7 – Czarny pionek · f6 – Czarny skoczek · g6 – Czarny pionek · d5 – Czarny pionek · g5 – Biały goniec · c4 – Biały pionek · d4 – Biały pionek · c3 – Biały skoczek · f3 – Biały skoczek · a2 – Biały pionek · b2 – Biały pionek · e2 – Biały pionek · f2 – Biały pionek · g2 – Biały pionek · h2 – Biały pionek · a1 – Biała wieża · d1 – Biały hetman · e1 – Biały król · f1 – Biały goniec · h1 – Biała wieża | a8 – Czarna wieża · b8 – Czarny skoczek · c8 – Czarny goniec · d8 – Czarny hetman · e8 – Czarny król · h8 – Czarna wieża · a7 – Czarny pionek · b7 – Czarny pionek · c7 – Czarny pionek · e7 – Czarny pionek · f7 – Czarny pionek · g7 – Czarny goniec · h7 – Czarny pionek · f6 – Czarny skoczek · g6 – Czarny pionek · d5 – Czarny pionek · g5 – Biały goniec · c4 – Biały pionek · d4 – Biały pionek · c3 – Biały skoczek · f3 – Biały skoczek · a2 – Biały pionek · b2 – Biały pionek · e2 – Biały pionek · f2 – Biały pionek · g2 – Biały pionek · h2 – Biały pionek · a1 – Biała wieża · d1 – Biały hetman · e1 – Biały król · f1 – Biały goniec · h1 – Biała wieża | a8 – Czarna wieża · b8 – Czarny skoczek · c8 – Czarny goniec · d8 – Czarny hetman · e8 – Czarny król · h8 – Czarna wieża · a7 – Czarny pionek · b7 – Czarny pionek · c7 – Czarny pionek · e7 – Czarny pionek · f7 – Czarny pionek · g7 – Czarny goniec · h7 – Czarny pionek · f6 – Czarny skoczek · g6 – Czarny pionek · d5 – Czarny pionek · g5 – Biały goniec · c4 – Biały pionek · d4 – Biały pionek · c3 – Biały skoczek · f3 – Biały skoczek · a2 – Biały pionek · b2 – Biały pionek · e2 – Biały pionek · f2 – Biały pionek · g2 – Biały pionek · h2 – Biały pionek · a1 – Biała wieża · d1 – Biały hetman · e1 – Biały król · f1 – Biały goniec · h1 – Biała wieża | a8 – Czarna wieża · b8 – Czarny skoczek · c8 – Czarny goniec · d8 – Czarny hetman · e8 – Czarny król · h8 – Czarna wieża · a7 – Czarny pionek · b7 – Czarny pionek · c7 – Czarny pionek · e7 – Czarny pionek · f7 – Czarny pionek · g7 – Czarny goniec · h7 – Czarny pionek · f6 – Czarny skoczek · g6 – Czarny pionek · d5 – Czarny pionek · g5 – Biały goniec · c4 – Biały pionek · d4 – Biały pionek · c3 – Biały skoczek · f3 – Biały skoczek · a2 – Biały pionek · b2 – Biały pionek · e2 – Biały pionek · f2 – Biały pionek · g2 – Biały pionek · h2 – Biały pionek · a1 – Biała wieża · d1 – Biały hetman · e1 – Biały król · f1 – Biały goniec · h1 – Biała wieża | a8 – Czarna wieża · b8 – Czarny skoczek · c8 – Czarny goniec · d8 – Czarny hetman · e8 – Czarny król · h8 – Czarna wieża · a7 – Czarny pionek · b7 – Czarny pionek · c7 – Czarny pionek · e7 – Czarny pionek · f7 – Czarny pionek · g7 – Czarny goniec · h7 – Czarny pionek · f6 – Czarny skoczek · g6 – Czarny pionek · d5 – Czarny pionek · g5 – Biały goniec · c4 – Biały pionek · d4 – Biały pionek · c3 – Biały skoczek · f3 – Biały skoczek · a2 – Biały pionek · b2 – Biały pionek · e2 – Biały pionek · f2 – Biały pionek · g2 – Biały pionek · h2 – Biały pionek · a1 – Biała wieża · d1 – Biały hetman · e1 – Biały król · f1 – Biały goniec · h1 – Biała wieża | a8 – Czarna wieża · b8 – Czarny skoczek · c8 – Czarny goniec · d8 – Czarny hetman · e8 – Czarny król · h8 – Czarna wieża · a7 – Czarny pionek · b7 – Czarny pionek · c7 – Czarny pionek · e7 – Czarny pionek · f7 – Czarny pionek · g7 – Czarny goniec · h7 – Czarny pionek · f6 – Czarny skoczek · g6 – Czarny pionek · d5 – Czarny pionek · g5 – Biały goniec · c4 – Biały pionek · d4 – Biały pionek · c3 – Biały skoczek · f3 – Biały skoczek · a2 – Biały pionek · b2 – Biały pionek · e2 – Biały pionek · f2 – Biały pionek · g2 – Biały pionek · h2 – Biały pionek · a1 – Biała wieża · d1 – Biały hetman · e1 – Biały król · f1 – Biały goniec · h1 – Biała wieża | 3 |
| 2 | a8 – Czarna wieża · b8 – Czarny skoczek · c8 – Czarny goniec · d8 – Czarny hetman · e8 – Czarny król · h8 – Czarna wieża · a7 – Czarny pionek · b7 – Czarny pionek · c7 – Czarny pionek · e7 – Czarny pionek · f7 – Czarny pionek · g7 – Czarny goniec · h7 – Czarny pionek · f6 – Czarny skoczek · g6 – Czarny pionek · d5 – Czarny pionek · g5 – Biały goniec · c4 – Biały pionek · d4 – Biały pionek · c3 – Biały skoczek · f3 – Biały skoczek · a2 – Biały pionek · b2 – Biały pionek · e2 – Biały pionek · f2 – Biały pionek · g2 – Biały pionek · h2 – Biały pionek · a1 – Biała wieża · d1 – Biały hetman · e1 – Biały król · f1 – Biały goniec · h1 – Biała wieża | a8 – Czarna wieża · b8 – Czarny skoczek · c8 – Czarny goniec · d8 – Czarny hetman · e8 – Czarny król · h8 – Czarna wieża · a7 – Czarny pionek · b7 – Czarny pionek · c7 – Czarny pionek · e7 – Czarny pionek · f7 – Czarny pionek · g7 – Czarny goniec · h7 – Czarny pionek · f6 – Czarny skoczek · g6 – Czarny pionek · d5 – Czarny pionek · g5 – Biały goniec · c4 – Biały pionek · d4 – Biały pionek · c3 – Biały skoczek · f3 – Biały skoczek · a2 – Biały pionek · b2 – Biały pionek · e2 – Biały pionek · f2 – Biały pionek · g2 – Biały pionek · h2 – Biały pionek · a1 – Biała wieża · d1 – Biały hetman · e1 – Biały król · f1 – Biały goniec · h1 – Biała wieża | a8 – Czarna wieża · b8 – Czarny skoczek · c8 – Czarny goniec · d8 – Czarny hetman · e8 – Czarny król · h8 – Czarna wieża · a7 – Czarny pionek · b7 – Czarny pionek · c7 – Czarny pionek · e7 – Czarny pionek · f7 – Czarny pionek · g7 – Czarny goniec · h7 – Czarny pionek · f6 – Czarny skoczek · g6 – Czarny pionek · d5 – Czarny pionek · g5 – Biały goniec · c4 – Biały pionek · d4 – Biały pionek · c3 – Biały skoczek · f3 – Biały skoczek · a2 – Biały pionek · b2 – Biały pionek · e2 – Biały pionek · f2 – Biały pionek · g2 – Biały pionek · h2 – Biały pionek · a1 – Biała wieża · d1 – Biały hetman · e1 – Biały król · f1 – Biały goniec · h1 – Biała wieża | a8 – Czarna wieża · b8 – Czarny skoczek · c8 – Czarny goniec · d8 – Czarny hetman · e8 – Czarny król · h8 – Czarna wieża · a7 – Czarny pionek · b7 – Czarny pionek · c7 – Czarny pionek · e7 – Czarny pionek · f7 – Czarny pionek · g7 – Czarny goniec · h7 – Czarny pionek · f6 – Czarny skoczek · g6 – Czarny pionek · d5 – Czarny pionek · g5 – Biały goniec · c4 – Biały pionek · d4 – Biały pionek · c3 – Biały skoczek · f3 – Biały skoczek · a2 – Biały pionek · b2 – Biały pionek · e2 – Biały pionek · f2 – Biały pionek · g2 – Biały pionek · h2 – Biały pionek · a1 – Biała wieża · d1 – Biały hetman · e1 – Biały król · f1 – Biały goniec · h1 – Biała wieża | a8 – Czarna wieża · b8 – Czarny skoczek · c8 – Czarny goniec · d8 – Czarny hetman · e8 – Czarny król · h8 – Czarna wieża · a7 – Czarny pionek · b7 – Czarny pionek · c7 – Czarny pionek · e7 – Czarny pionek · f7 – Czarny pionek · g7 – Czarny goniec · h7 – Czarny pionek · f6 – Czarny skoczek · g6 – Czarny pionek · d5 – Czarny pionek · g5 – Biały goniec · c4 – Biały pionek · d4 – Biały pionek · c3 – Biały skoczek · f3 – Biały skoczek · a2 – Biały pionek · b2 – Biały pionek · e2 – Biały pionek · f2 – Biały pionek · g2 – Biały pionek · h2 – Biały pionek · a1 – Biała wieża · d1 – Biały hetman · e1 – Biały król · f1 – Biały goniec · h1 – Biała wieża | a8 – Czarna wieża · b8 – Czarny skoczek · c8 – Czarny goniec · d8 – Czarny hetman · e8 – Czarny król · h8 – Czarna wieża · a7 – Czarny pionek · b7 – Czarny pionek · c7 – Czarny pionek · e7 – Czarny pionek · f7 – Czarny pionek · g7 – Czarny goniec · h7 – Czarny pionek · f6 – Czarny skoczek · g6 – Czarny pionek · d5 – Czarny pionek · g5 – Biały goniec · c4 – Biały pionek · d4 – Biały pionek · c3 – Biały skoczek · f3 – Biały skoczek · a2 – Biały pionek · b2 – Biały pionek · e2 – Biały pionek · f2 – Biały pionek · g2 – Biały pionek · h2 – Biały pionek · a1 – Biała wieża · d1 – Biały hetman · e1 – Biały król · f1 – Biały goniec · h1 – Biała wieża | a8 – Czarna wieża · b8 – Czarny skoczek · c8 – Czarny goniec · d8 – Czarny hetman · e8 – Czarny król · h8 – Czarna wieża · a7 – Czarny pionek · b7 – Czarny pionek · c7 – Czarny pionek · e7 – Czarny pionek · f7 – Czarny pionek · g7 – Czarny goniec · h7 – Czarny pionek · f6 – Czarny skoczek · g6 – Czarny pionek · d5 – Czarny pionek · g5 – Biały goniec · c4 – Biały pionek · d4 – Biały pionek · c3 – Biały skoczek · f3 – Biały skoczek · a2 – Biały pionek · b2 – Biały pionek · e2 – Biały pionek · f2 – Biały pionek · g2 – Biały pionek · h2 – Biały pionek · a1 – Biała wieża · d1 – Biały hetman · e1 – Biały król · f1 – Biały goniec · h1 – Biała wieża | a8 – Czarna wieża · b8 – Czarny skoczek · c8 – Czarny goniec · d8 – Czarny hetman · e8 – Czarny król · h8 – Czarna wieża · a7 – Czarny pionek · b7 – Czarny pionek · c7 – Czarny pionek · e7 – Czarny pionek · f7 – Czarny pionek · g7 – Czarny goniec · h7 – Czarny pionek · f6 – Czarny skoczek · g6 – Czarny pionek · d5 – Czarny pionek · g5 – Biały goniec · c4 – Biały pionek · d4 – Biały pionek · c3 – Biały skoczek · f3 – Biały skoczek · a2 – Biały pionek · b2 – Biały pionek · e2 – Biały pionek · f2 – Biały pionek · g2 – Biały pionek · h2 – Biały pionek · a1 – Biała wieża · d1 – Biały hetman · e1 – Biały król · f1 – Biały goniec · h1 – Biała wieża | 2 |
| 1 | a8 – Czarna wieża · b8 – Czarny skoczek · c8 – Czarny goniec · d8 – Czarny hetman · e8 – Czarny król · h8 – Czarna wieża · a7 – Czarny pionek · b7 – Czarny pionek · c7 – Czarny pionek · e7 – Czarny pionek · f7 – Czarny pionek · g7 – Czarny goniec · h7 – Czarny pionek · f6 – Czarny skoczek · g6 – Czarny pionek · d5 – Czarny pionek · g5 – Biały goniec · c4 – Biały pionek · d4 – Biały pionek · c3 – Biały skoczek · f3 – Biały skoczek · a2 – Biały pionek · b2 – Biały pionek · e2 – Biały pionek · f2 – Biały pionek · g2 – Biały pionek · h2 – Biały pionek · a1 – Biała wieża · d1 – Biały hetman · e1 – Biały król · f1 – Biały goniec · h1 – Biała wieża | a8 – Czarna wieża · b8 – Czarny skoczek · c8 – Czarny goniec · d8 – Czarny hetman · e8 – Czarny król · h8 – Czarna wieża · a7 – Czarny pionek · b7 – Czarny pionek · c7 – Czarny pionek · e7 – Czarny pionek · f7 – Czarny pionek · g7 – Czarny goniec · h7 – Czarny pionek · f6 – Czarny skoczek · g6 – Czarny pionek · d5 – Czarny pionek · g5 – Biały goniec · c4 – Biały pionek · d4 – Biały pionek · c3 – Biały skoczek · f3 – Biały skoczek · a2 – Biały pionek · b2 – Biały pionek · e2 – Biały pionek · f2 – Biały pionek · g2 – Biały pionek · h2 – Biały pionek · a1 – Biała wieża · d1 – Biały hetman · e1 – Biały król · f1 – Biały goniec · h1 – Biała wieża | a8 – Czarna wieża · b8 – Czarny skoczek · c8 – Czarny goniec · d8 – Czarny hetman · e8 – Czarny król · h8 – Czarna wieża · a7 – Czarny pionek · b7 – Czarny pionek · c7 – Czarny pionek · e7 – Czarny pionek · f7 – Czarny pionek · g7 – Czarny goniec · h7 – Czarny pionek · f6 – Czarny skoczek · g6 – Czarny pionek · d5 – Czarny pionek · g5 – Biały goniec · c4 – Biały pionek · d4 – Biały pionek · c3 – Biały skoczek · f3 – Biały skoczek · a2 – Biały pionek · b2 – Biały pionek · e2 – Biały pionek · f2 – Biały pionek · g2 – Biały pionek · h2 – Biały pionek · a1 – Biała wieża · d1 – Biały hetman · e1 – Biały król · f1 – Biały goniec · h1 – Biała wieża | a8 – Czarna wieża · b8 – Czarny skoczek · c8 – Czarny goniec · d8 – Czarny hetman · e8 – Czarny król · h8 – Czarna wieża · a7 – Czarny pionek · b7 – Czarny pionek · c7 – Czarny pionek · e7 – Czarny pionek · f7 – Czarny pionek · g7 – Czarny goniec · h7 – Czarny pionek · f6 – Czarny skoczek · g6 – Czarny pionek · d5 – Czarny pionek · g5 – Biały goniec · c4 – Biały pionek · d4 – Biały pionek · c3 – Biały skoczek · f3 – Biały skoczek · a2 – Biały pionek · b2 – Biały pionek · e2 – Biały pionek · f2 – Biały pionek · g2 – Biały pionek · h2 – Biały pionek · a1 – Biała wieża · d1 – Biały hetman · e1 – Biały król · f1 – Biały goniec · h1 – Biała wieża | a8 – Czarna wieża · b8 – Czarny skoczek · c8 – Czarny goniec · d8 – Czarny hetman · e8 – Czarny król · h8 – Czarna wieża · a7 – Czarny pionek · b7 – Czarny pionek · c7 – Czarny pionek · e7 – Czarny pionek · f7 – Czarny pionek · g7 – Czarny goniec · h7 – Czarny pionek · f6 – Czarny skoczek · g6 – Czarny pionek · d5 – Czarny pionek · g5 – Biały goniec · c4 – Biały pionek · d4 – Biały pionek · c3 – Biały skoczek · f3 – Biały skoczek · a2 – Biały pionek · b2 – Biały pionek · e2 – Biały pionek · f2 – Biały pionek · g2 – Biały pionek · h2 – Biały pionek · a1 – Biała wieża · d1 – Biały hetman · e1 – Biały król · f1 – Biały goniec · h1 – Biała wieża | a8 – Czarna wieża · b8 – Czarny skoczek · c8 – Czarny goniec · d8 – Czarny hetman · e8 – Czarny król · h8 – Czarna wieża · a7 – Czarny pionek · b7 – Czarny pionek · c7 – Czarny pionek · e7 – Czarny pionek · f7 – Czarny pionek · g7 – Czarny goniec · h7 – Czarny pionek · f6 – Czarny skoczek · g6 – Czarny pionek · d5 – Czarny pionek · g5 – Biały goniec · c4 – Biały pionek · d4 – Biały pionek · c3 – Biały skoczek · f3 – Biały skoczek · a2 – Biały pionek · b2 – Biały pionek · e2 – Biały pionek · f2 – Biały pionek · g2 – Biały pionek · h2 – Biały pionek · a1 – Biała wieża · d1 – Biały hetman · e1 – Biały król · f1 – Biały goniec · h1 – Biała wieża | a8 – Czarna wieża · b8 – Czarny skoczek · c8 – Czarny goniec · d8 – Czarny hetman · e8 – Czarny król · h8 – Czarna wieża · a7 – Czarny pionek · b7 – Czarny pionek · c7 – Czarny pionek · e7 – Czarny pionek · f7 – Czarny pionek · g7 – Czarny goniec · h7 – Czarny pionek · f6 – Czarny skoczek · g6 – Czarny pionek · d5 – Czarny pionek · g5 – Biały goniec · c4 – Biały pionek · d4 – Biały pionek · c3 – Biały skoczek · f3 – Biały skoczek · a2 – Biały pionek · b2 – Biały pionek · e2 – Biały pionek · f2 – Biały pionek · g2 – Biały pionek · h2 – Biały pionek · a1 – Biała wieża · d1 – Biały hetman · e1 – Biały król · f1 – Biały goniec · h1 – Biała wieża | a8 – Czarna wieża · b8 – Czarny skoczek · c8 – Czarny goniec · d8 – Czarny hetman · e8 – Czarny król · h8 – Czarna wieża · a7 – Czarny pionek · b7 – Czarny pionek · c7 – Czarny pionek · e7 – Czarny pionek · f7 – Czarny pionek · g7 – Czarny goniec · h7 – Czarny pionek · f6 – Czarny skoczek · g6 – Czarny pionek · d5 – Czarny pionek · g5 – Biały goniec · c4 – Biały pionek · d4 – Biały pionek · c3 – Biały skoczek · f3 – Biały skoczek · a2 – Biały pionek · b2 – Biały pionek · e2 – Biały pionek · f2 – Biały pionek · g2 – Biały pionek · h2 – Biały pionek · a1 – Biała wieża · d1 – Biały hetman · e1 – Biały król · f1 – Biały goniec · h1 – Biała wieża | 1 |
|   | a | b | c | d | e | f | g | h |   |

Mark Jewgienjewicz Tajmanow, ros. Марк Евгеньевич Тайманов (ur. 7 lutego 1926 w Charkowie, zm. 28 listopada 2016 w Sankt Petersburgu) – rosyjski pianista i arcymistrz, pretendent do tytułu mistrza świata w szachach.

## Życiorys

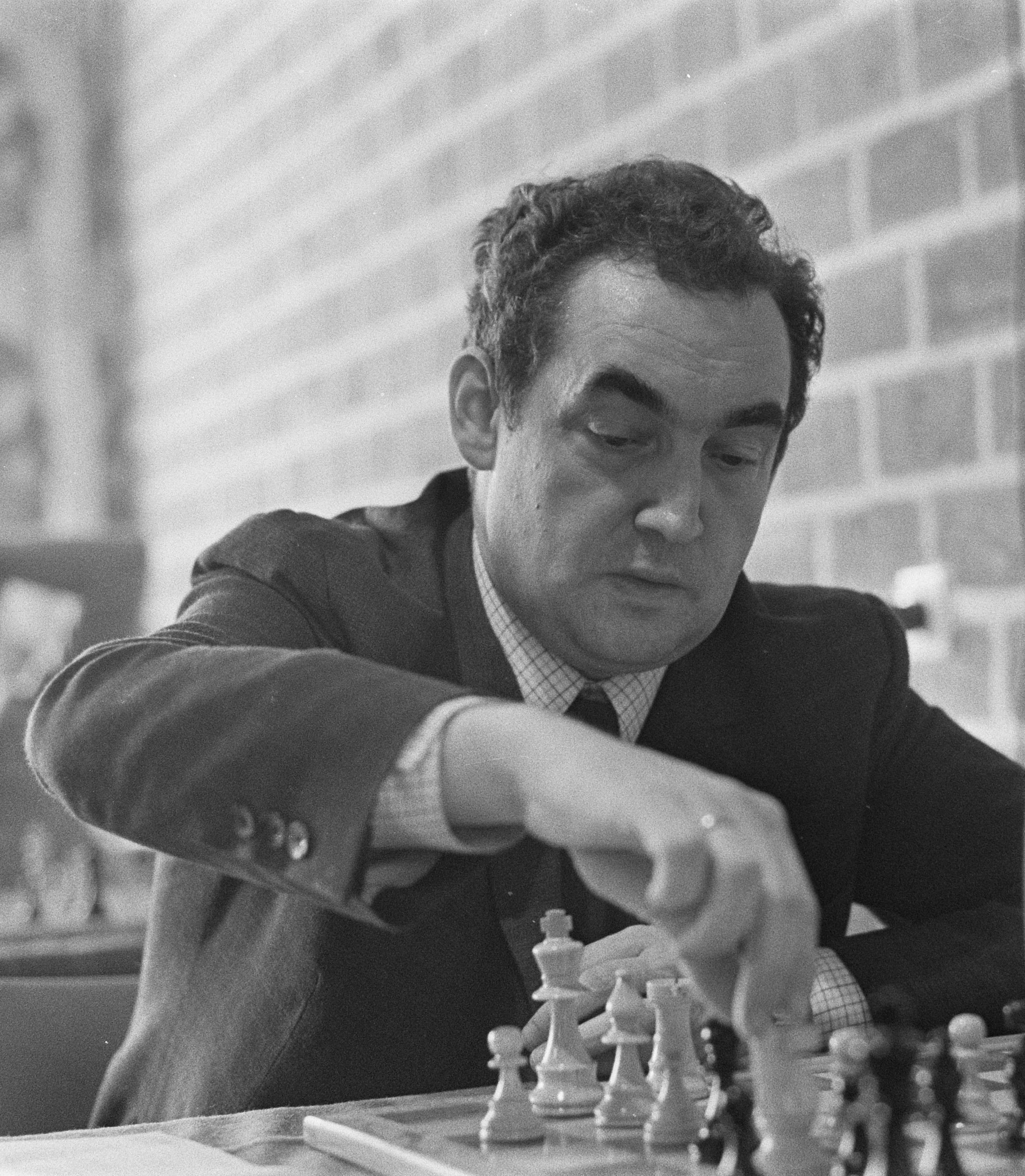
Mark Tajmanow, Beverwijk 1970

Od najmłodszych lat wykazywał zainteresowanie muzyką i szachami. W wieku jedenastu lat był odtwórcą głównej roli w filmie „Koncert Beethovena”. Tajniki szachów poznał w słynnej szkole Michaiła Botwinnika w leningradzkim pałacu pionierów. Jednocześnie kształcił się jako muzyk. Ukończył konserwatorium w Leningradzie, gdzie poznał Lubow Bruk, swoją pierwszą żonę i partnerkę w duecie fortepianowym. Wkrótce zaczął odnosić sukcesy zarówno jako szachista, jak i pianista. W 1950 roku został mistrzem międzynarodowym w szachach i dał razem ze swoją żoną szereg koncertów w Związku Radzieckim.
W 1952 roku Tajmanow zakwalifikował się do turnieju międzystrefowego w Sztokholmie – eliminacji do mistrzostw świata. Odniósł tam wielki sukces zajmując wspólnie z Tigranem Petrosjanem II miejsce, za Aleksandrem Kotowem, a przed Jefimem Gellerem. Za awans do turnieju pretendentów otrzymał tytuł arcymistrza. W turnieju pretendentów w Zurychu w 1953 roku zajął IX miejsce. W 1955 roku został mistrzem świata studentów, rok później zdobył prestiżowy tytuł mistrza Związku Radzieckiego oraz złoty medal w drużynie ZSRR na olimpiadzie szachowej w Moskwie. Do turnieju międzystrefowego awansował ponownie w 1970 roku. W Palma de Mallorca zajął V miejsce premiowane awansem do meczów pretendentów. Tutaj trafił na genialnego Bobby Fischera, który będąc w rewelacyjnej formie pewnie kroczył po tytuł mistrza świata. Mecz zakończył się klęską Tajmanowa (0 – 6), co miało poważne konsekwencje w dalszej jego karierze szachowej. Tajmanow zawiódł zaufanie władz radzieckich i stracił przywileje przynależne najwybitniejszym radzieckim arcymistrzom (został pozbawiony specjalnego arcymistrzowskiego stypendium, otrzymał zakaz opuszczania kraju, trafił na indeks osób, o których prasa radziecka nie powinna pisać).
W swojej długoletniej karierze Tajmanow zajmował czołowe miejsca w ponad pięćdziesięciu turniejach międzynarodowych, pozostając silnym szachistą do późnych lat. Dwukrotnie zdobył tytuł mistrza świata „weteranów” (zawodników powyżej 60. roku życia), w latach 1993 i 1994. Był autorem ponad dwudziestu książek szachowych tłumaczonych na kilka języków, między innymi Я был жертвой Фишера (Byłem ofiarą Fischera) o swojej brzemiennej w skutki potyczce z amerykańskim szachistą. Do najważniejszych jego teoretycznych publikacji należy monografia otwarcia szachowego Защита Нимцовича (Obrona Nimzowitscha).
Najwyższy ranking w karierze osiągnął 1 lipca 1971 r., z wynikiem 2600 punktów dzielił wówczas 15-16. miejsce (wspólnie ze Svetozarem Gligoriciem) na światowej liście FIDE, jednocześnie zajmując 11. miejsce wśród radzieckich szachistów. Według retrospektywnego systemu Chessmetrics, najwyższą punktację osiągnął w styczniu 1957 r., z wynikiem 2742 punktów zajmował wówczas 5. miejsce na świecie.
Równolegle z wybitnymi osiągnięciami szachowymi kontynuował karierę pianisty. Wybór z koncertów zarejestrowanych w latach 1959–1968, wykonywanych w duecie z Lubow Bruk został wydany na podwójnym albumie w prestiżowej serii „Wielcy pianiści XX wieku” przez firmę Philips. Najbardziej cenione są ich interpretacje suit na dwa fortepiany Siergieja Rachmaninowa. Na płycie zarejestrowano również między innymi rzadko wykonywane: koncert na dwa fortepiany Wolfganga Amadeusa Mozarta i rondo na dwa fortepiany Fryderyka Chopina.